# Aigen im Ennstal
Aigen im Ennstal (německy: [ˈaɪ̯gn̩ im ˈɛnsˌtaːl]) je obec v okresu Liezen ve Štýrsku v Rakousku. Jedná se o jednu z lokací, kde probíhalo natáčení filmu „Kam orli nelétají“.

## Geografie
Aigen im Ennstal leží ve štýrském údolí Enns jižně od Enns asi 10 km jihozápadně od Liezenu.

## Klima
| Aigen im Ennstal – podnebí  | Aigen im Ennstal – podnebí | Aigen im Ennstal – podnebí | Aigen im Ennstal – podnebí | Aigen im Ennstal – podnebí | Aigen im Ennstal – podnebí | Aigen im Ennstal – podnebí | Aigen im Ennstal – podnebí | Aigen im Ennstal – podnebí | Aigen im Ennstal – podnebí | Aigen im Ennstal – podnebí | Aigen im Ennstal – podnebí | Aigen im Ennstal – podnebí | Aigen im Ennstal – podnebí |
| Období                      | leden                      | únor                       | březen                     | duben                      | květen                     | červen                     | červenec                   | srpen                      | září                       | říjen                      | listopad                   | prosinec                   | rok                        |
| --------------------------- | -------------------------- | -------------------------- | -------------------------- | -------------------------- | -------------------------- | -------------------------- | -------------------------- | -------------------------- | -------------------------- | -------------------------- | -------------------------- | -------------------------- | -------------------------- |
| Průměrné denní maximum [°C] | −4                         | 2                          | 8                          | 15                         | 17                         | 21                         | 23                         | 23                         | 20                         | 14                         | 6                          | 1                          | 12                         |
| Průměrné denní minimum [°C] | −11                        | −7                         | −2                         | 2                          | 5                          | 9                          | 11                         | 9                          | 8                          | 4                          | −2                         | −7                         | 2                          |
| Průměrné srážky [mm]        | 43                         | 25                         | 48                         | 36                         | 94                         | 190                        | 110                        | 110                        | 97                         | 89                         | 100                        | 33                         | 990                        |
| Zdroj: Weatherbase          |                            |                            |                            |                            |                            |                            |                            |                            |                            |                            |                            |                            |                            |